# Muerte de Dios

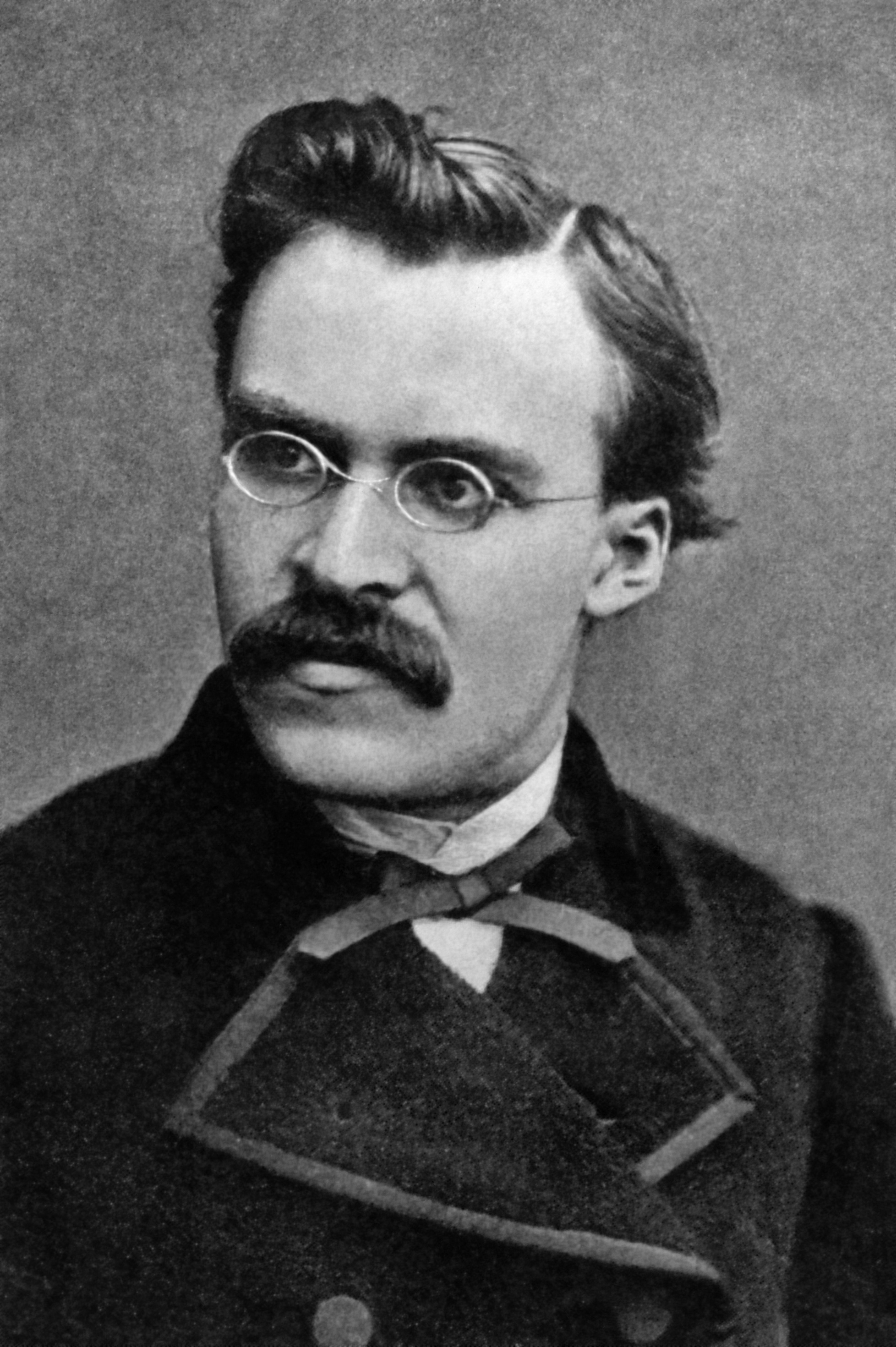
Friedrich Nietzsche, filósofo que popularizó la frase Dios ha muerto.

La frase «Dios ha muerto» (en alemán „Gott ist tot“ⓘ), también referida como la muerte de Dios, es usualmente atribuida al filósofo alemán Friedrich Nietzsche, así como al filósofo también alemán Georg Hegel (Fenomenología del espíritu), e incluso al escritor ruso Fiódor Dostoievski (Los hermanos Karamazov). Aquel se refiere al colapso de las ciudades estado y su orden autónomo. Es un momento que se expresa plásticamente en el panteón romano, recinto circular que reunía todas las deidades de las provincias sin conceder preeminencia a ninguna. «Dios ha muerto» es una frase dolorosa, que sirve como expresión de una de las figuras del Espíritu, denominada «conciencia desventurada»: «es el destino trágico que reúne todos aquellos dioses individuales y todos aquellos atributos de la substancia en un panteón, en el espíritu autoconsciente como espíritu». Es una figura o momento espiritual, incomprensible al margen de su contrario dialéctico, la «conciencia cósmica», que simboliza la liberación del espíritu de las formas anquilosadas en las que estaba preso por los diversos órdenes mitológicos y teocráticos, que aglutinó el Imperio romano: «la ausencia total de terror, la ausencia de esencia de cuanto es extraño, y un bienestar y un sentirse bien de la conciencia, tales como no se encontrarán nunca ya fuera de esta comedia».
Nietzsche retoma la frase en La gaya ciencia (Die fröhliche Wissenschaft), en la sección 108 («Nuevas luchas»), en la sección 125 («El loco»), y por tercera vez en la sección 343 («Lo que pasa con nuestra alegre serenidad»). También se encuentra en Así habló Zarathustra, libro responsable de popularizar la frase. La idea indicada en «El loco» es la siguiente:

Dios ha muerto. Dios sigue muerto. Y nosotros lo hemos matado. ¿Cómo podríamos reconfortarnos, los asesinos de todos los asesinos? El más santo y el más poderoso que el mundo ha poseído se ha desangrado bajo nuestros cuchillos: ¿quién limpiará esta sangre de nosotros? ¿Qué agua nos limpiará? ¿Qué rito expiatorio, qué juegos sagrados deberíamos inventar? ¿No es la grandeza de este hecho demasiado grande para nosotros? ¿Debemos aparecer dignos de ella?
Nietzsche, La gaya ciencia, sección 125

## Explicación
«Dios ha muerto» no quiere decir literalmente que «Dios está efectivamente muerto»; es la manera de Nietzsche de decir que la idea de Dios no es capaz de actuar como fuente del código moral o teleológico (teleología). Nietzsche reconoce la crisis que la muerte de Dios representa para las consideraciones morales existentes, porque «cuando uno desecha la fe cristiana, se olvida de la moralidad cristiana. Esta moralidad de ninguna manera es evidente en sí misma. Rompiendo un concepto principal del cristianismo, la fe en Dios, uno rompe el esquema: nada necesario se mantiene en las manos de uno». Esta es la razón por la cual en «El loco», el loco se dirige a los ateos — el problema es conservar cualquier sistema de valores en ausencia de un orden divino.
La muerte de Dios es la forma de decir que los humanos ya no son capaces de creer en cualquier orden cósmico desde que ellos mismos no lo reconocen. La muerte de Dios conducirá, dice Nietzsche, no sólo al rechazo de la creencia en un orden cósmico o físico, sino también al rechazo de los valores absolutos — al rechazo de la creencia en una objetividad y una ley moral universal, que se ejerce sobre todos los individuos. De esta manera, la pérdida de una base absoluta de moralidad conduce al nihilismo. Este nihilismo es el que trabajó Nietzsche para encontrar una solución a la revaluación de los fundamentos de los valores humanos. Esto significa, para Nietzsche, la búsqueda de los fundamentos más profundos de los valores cristianos, más allá de los que él sentía, como la mayoría de los cristianos.

## Aforismo 125
El aforismo nietzscheano se encuentra de modo específico y fundamental en la sección número 125. La traducción de su título podría corresponder a «El frenético» o «El hombre loco».

Dicho hombre, frenético o loco, cierta mañana se deja conducir al mercado. Provisto con una linterna en sus manos no dejaba de gritar: «¡Busco a Dios!» Allí había muchos ateos y no dejaron de reírse. Los descreídos, mirándose con sorna entre sí, se decían: «¿Se ha perdido?» «¿Se ha extraviado?». Y agregaban: «Se habrá ocultado». «O tendrá miedo». «Acaso se habrá embarcado o emigrado». Y las carcajadas seguían. Al loco no le gustó esas burlas y, precipitándose entre ellos, les espetó: «¿Qué ha sido de Dios?». Fulminándolos con la mirada agregó: «Os lo voy a decir. Lo hemos matado. Vosotros y yo lo hemos matado. Hemos dejado esta tierra sin su sol, sin su orden, sin quién pueda conducirla... ¿Hemos vaciado el mar? Vagamos como a través de una nada infinita». Y en tono interrogativo y con énfasis prosiguió afirmando que nos roza el soplo del vacío, que la noche se hace más noche y más profunda, y que se torna indispensable encender linternas en pleno día. Manifestó que se oye a los sepultureros enterrando a Dios, agregando que tal vez tengamos que oler el desagradable tufo de la putrefacción divina, pues, naturalmente, los dioses también se pudren. Y siguió diciendo que lo más sagrado y lo más profundo se ha desangrado bajo nuestro cuchillo, preguntando, al mismo tiempo, si se podría encontrar un agua capaz de limpiar la sangre del cuchillo asesino. E inmediatamente puso en duda que la grandeza de este acto fuera propiamente humana. Y entendía que toda la posteridad se agigantaba con la magnificencia de este acto. Se puso colérico y echó al suelo su linterna y creyó reconocer que se había metido muy precozmente entre los hombres. Intuía que los oídos humanos no estaban todavía preparados para escuchar tales verdades. Porque el rayo, el trueno, la luz de los astros, y los actos heroicos de los hombres requieren su tiempo para arribar. Y este último acto mencionado se encuentra más lejos que los actos más lejanos. Los hombres nada saben de ellos y son ellos los que han cometido el acto.
Dicen que el loco ese día penetró en varias iglesias y entonó un requiem æternam deo. Y cuando era arrojado esgrimía reiteradamente su argumento: «¿Qué son estas iglesias, sino tumbas y monumentos fúnebres de Dios?».
Nietzsche, La gaya ciencia, sección 125

Cabe preguntarse si el vacío dejado por la muerte de Dios no debe ser llenado de alguna manera. Y entonces, el ideal del hombre superior, del Übermensch (superhombre o suprahombre), con sus propios valores establecidos, que implican una reconversión de la valoración cultural de Occidente, es el elemento que ha de llenar este vacío. Tal es el endiosamiento del hombre, de «el último hombre», el que ya no va a reconocer ningún poder por encima de él mismo.